# 織部賞
織部賞（おりべしょう）は、美濃国出生の安土桃山時代から江戸時代初期の大茶人・古田織部（重然）の「織部」の名を冠した賞である。
第一次織部賞は岐阜県が主体となり、創造的発想を現代に甦らせるがコンセプトのもと、古田織部が審査員だったら何を選ぶかを発想し、最も織部らしい成果の観点から選考される。ジャンルを問わず、創造的事業に尽力した人物、グループを顕彰する国際賞であった。1995年から始まった「オリベプロジェクト」の一環として1997年より隔年で開始されたが、2009年、県の財政悪化から第一次織部賞は休止された。
2016年より京都の古田織部美術館において第二次織部賞が再開されることとなった。しかし、コンセプトは変更され、古田織部の名を広めるような功績のあった人（団体）、特筆すべき織部に関する研究をした人、織部好みの茶陶の再現に成功した人などを対象に、隔年で顕彰するものとなった。

## 概要
織部賞は、基本的に企業、グループ、個人を問わず顕彰する。
第一次は、磯崎新を選考委員長とし、そのほか、日比野克彦、内田繁、田中一光、松岡正剛などが選考委員を務める委員会が受賞者を決定、選考対象は、数十人の推薦委員がおり、これらの推薦を通して、選考した。織部賞グランプリは、一組のみ、織部賞は、複数組を対象とし、また、選考委員の異なる知事賞も並行して開催され、岐阜にゆかりのある事業を行った複数組を対象として顕彰した。授与式は、岐阜県内において開催された。
第二次は、自薦・他薦を問わず公募し、古田織部美術館で選考している。授与式は、11月に京都市内において開催される。

## 受賞者

### 第一次
| 回               | 織部賞グランプリ     | 織部賞                                                                 |
| ---------------- | -------------------- | ---------------------------------------------------------------------- |
| 第1回 （1997年） | エットレ・ソットサス | 押井守、ジョン・ガリアーノ、スウォッチ、野村万之丞、樂吉左衞門、蔡國強 |
| 第2回 （1999年） | 中川幸夫             | 荒木経惟、石山修武、カッシーナ、矢野顕子                               |
| 第3回 （2001年） | 大野一雄             | 石山篤、井上ひさし、鯉江良二、津村耕佑、ロン・アラッド                 |
| 第4回 （2003年） | 鈴木清順             | インゴ・マウラー、内藤廣、森村泰昌、無印良品                           |
| 第5回 （2005年） | 水木しげる           | 杉浦康平、深澤直人、山下洋輔、ジェフリー・ショー                       |
| 第6回 （2007年） | ワダ・エミ           | 岩井俊雄、高橋睦郎、林屋晴三、山田脩二                                 |

### 第二次
| 回               | 織部賞                                  | 受賞理由                                                                   |
| ---------------- | --------------------------------------- | -------------------------------------------------------------------------- |
| 第1回 （2016年） | フルタ製菓                              | 古田織部の特長を捉えたテレビCMを通じて子供とその親に織部の名を知らしめた。 |
| 第2回 （2018年） | 瀧口喜兵爾                              | 古田織部が創作した黒織部茶碗の特長を熟知した上で、それを見事に再現した。   |
| 第3回 （2020年） | 映画『嘘八百 京町ロワイヤル』製作委員会 | 古田織部が創作した織部黒茶碗が何度も映し出され、視聴者に強烈に印象づけた。 |
| 第4回 （2022年） | 杉本貞光                                | 古田織部が晩年、茶席で頻繁に用いた古伊賀花入および水指を見事に再現した。   |
| 第5回 （2024年） | 安倍安人                                | 「織部様式」茶陶群の一定のルールを解明し、備前花入・水指を見事に再現した。 |